# WWF War Zone
WWF War Zone est un jeu vidéo de catch professionnel développé par Acclaim Studios Salt Lake et commercialisé par Acclaim Entertainment en 1998 sur consoles PlayStation, Nintendo 64 et Game Boy. Le jeu met en scène les catcheurs de la World Wrestling Federation (WWF). Contrairement aux précédents jeux WWF de chez Acclaim, WWF in Your House (1996), War Zone représente ses catcheurs en 3D ainsi qu'un nouveau système de mouvements.

## Système de jeu
WWF War Zone met en avant un système de jeu dans lequel les joueurs doivent d'exécuter une série de mouvements pour mettre leurs adversaires à terre. Ces mouvements incluent les neckbreakers, DDTs et suplexes.
Une variété de modes sont disponibles. Le mode solo est constitué du mode WWF Challenge dans lequel le joueur sélectionne son personnage et doit défier d'autres catcheurs dans le but d'obtenir le titre de la WWF. De temps à autre, les catcheurs vaincus défieront le joueur à un Grudge match. Ce matchs peut inclure les matchs à mort avec des objets en guise d'armes (deathmatchs) ou matchs en cage (cage matches). Après avoir gagné le titre du WWF Championship, le joueur se doit de le défendre face à d'autres catcheurs.  Des modes multijoueurs sont disponibles incluant le mode libre (free-for-all), match en cage à deux-contre-deux, et tornado tag team matches. Le jeu possède également un nombre de personnages cachés ou à débloquer. War Zone inclut également un mode entrainement dans lequel le joueur peut pratiquer des prises sur des catcheurs qu'il aura choisi. D'autres options de gameplay sont disponibles sur la version Nintendo 64 du jeu - les gauntlet matches dans lesquels le joueur défie un groupe de catcheurs qu'il doit vaincre un par un, et le Royal Rumble, dans lequel le joueur se doit d'éliminer les catcheurs en les projetant par-dessus les cordes. Des matchs Exhibition peuvent être joué contre un ordinateur choisi au hasard.
War Zone est également pourvu d'un mode de création des personnages assez étendu. Il permet la customisation du personnage, le choix de son nom, le choix des vêtements, du thème, etc. Des superstars masculines ou féminines peuvent être créées, avec des options pour les teints de peaux et les parties du corps.

## Personnages
La liste des catcheurs est constituée de 18 personnages qui travaillaient à cette époque dans le développement des jeux vidéo WWF, comme pour son prédécesseur WWF In Your House, tels que Ahmed Johnson, Goldust et The Undertaker. De nouveaux personnages ont été ajoutés comme Kane, Ken Shamrock et Stone Cold Steve Austin. War Zone met en scène des groupes de catcheurs également : D-Generation X est représenté par Shawn Michaels et Triple H, tandis que Nation of Domination est représenté par Faarooq et Rocky Maivia. Trois membres de The Hart Foundation ont été représentés : Bret Hart, Owen Hart et The British Bulldog. Les deux membres de The Headbangers ont été inclus, dont les trois personnalités qu'incarne Mick Foley : Mankind, Dude Love et Cactus Jack.

## Développement
Au début du développement, le jeu est intitulé WWF '98 et met en scène les différents thèmes et différentes arènes. L'équipe de développement pour War Zone se constituait de 20 personnes, 10 travaillants chacun de son côté pour les versions Nintendo 64 et PlayStation. Le développement débute avec la version PlayStation. Le jeu pour Nintendo 64 a mis un ans et demi à se développer.

## Accueil
- Jeuxvideo.com : 16/20 (N64)[10]